# Junyell
El Junyell o la riera de Junyell és un riu mediterrani de cabal variable, afluent per la dreta del Fluvià. Neix al vessant oriental de la serra de Sant Julià del Mont i travessa el terme de Sant Ferriol, al sud-oest de Besalú.
El nom és sinònim amb junyent i significa «indret on s'unifiquen dos o més corrents d'aigua».
Els 3,5 km des de la capçalera formen la reserva natural fluvial anomenada Capçalera de la riera de Junyella. S'hi troben diverses espècies vegetals d'interès com el boix grèvol (Ilex aquifolium), una espècie protegida a Catalunya; així com diverses espècies de freqüència rara o bastant rara com la herba bormera (Clematis recta), Laurus nobilis, peu de llop (Lycopus europaeus), til·ler de fulla petita (Tilia cordata) i cirerer de guineu (Prunus mahaleb).
Afluents
- Torrent de la Miana